# 芒宽彝族傣族乡
芒宽彝族傣族乡是中华人民共和国云南省保山市隆阳区下辖的一个民族乡。

## 行政区划
芒宽彝族傣族乡下辖以下村级行政区划单位：
芒宽村、勐古村、西亚村、芒龙村、新光村、吾来村、敢顶村、空广村、烫习村、白花林村、芒合村、大门坎村、勐林村和打郎村。

## 中国传统村落
2013年8月，芒龙村被评为第二批中国传统村落。